# Iridosornis
Iridosornis és un gènere d'ocells de la família dels tràupids (Thraupidae).

## Taxonomia
Segons la Classificació del Congrés Ornitològic Internacional (versió 14.2, 2024) aquest gènere està format per cinc espècies:
- Tàngara dorsiblava (Iridosornis porphyrocephalus Sclater, PL, 1856)
- Tàngara gorjagroga (Iridosornis analis Tschudi, 1844)
- Tàngara de collar daurat (Iridosornis jelskii Cabanis, 1873)
- Tàngara de Reinhardt (Iridosornis reinhardti Sclater, PL, 1865)
- Tàngara de coroneta daurada (Iridosornis rufivertex Lafresnaye, 1842)